# نيكلوزاميد
نيكلوزاميد (Niclosamide) والاسم التجاري Niclocide  هو دواء يستخدم لمعالجة التلوثات الناجمة عن الدودة الشريطية (Tapeworm). في حال معاناة المريض من الإمساك، يجب الحرص على استعادة عمل الامعاء الطبيعي وفقط بعد ذلك البدء بالمعالجة بهذا الدواء. يعتبر هذا الدواء امنا للاستعمال وذلك بسبب نسبة امتصاصه المنخفضة من الجهاز الهضمي.

## الإستخدامات الطبية
نيكلوزاميد (Niclosamide) هو دواء يستخدم لمعالجة المشاكل الناجمة عن الدودة الشريطية (Tapeworm). يعتبر هذا الدواء آمناً للاستعمال وذلك بسبب نسبة امتصاصه المنخفضة من الجهاز الهضمي. في حال عدم حدوث تحسن في الوضع الصحي للمريض خلال عدة أيام من بدء العلاج، يجب التوجه إلى الطبيب.
الكثير من دول العالم بدأت بمنع إستيراد وإنتاج النيكلوزاميد Niclosamide وهو دواء كان فعالاً جداً - وما زال- رغم أعراضه الجانبية التي تتمثل عادة بألم في البطن وانقطاع في الشهية والتقيؤ.
- الشكل الصيدلاني: أقراص للمضغ.

## آلية العمل
يمنع نيكلوزاميد امتصاص الجلوكوز، الفسفرة المؤكسدة، والتمثيل الغذائي اللاهوائي في الدودة الشريطية.

## الجرعة
- وتيرة تناول هذا الدواء هي مرة واحدة في اليوم، تستمر لمدة 7 أيام، غالبا (يمكن تمديد فترة العلاج لـ 14 يوما).
- يجب مضغ الدواء جيدا قبل بلعه ثم شرب الماء بعد ذلك.
- للاولاد الصغار: يجب تفتيت الاقراص جيدا قبل تناولها، ومن ثم خلطها مع قليل من الماء حتى يتم الحصول على خليط لزج يتم بلعه.
- الجرعة الموصى بتناولها لدى البالغين هي: 2 غرام في اليوم. اما للاولاد، فيتم تحديد الجرعة وفقا لوزن الجسم.
- يجب المحافظة على النظافة، وخاصة غسل اليدين بالماء والصابون، أثناء العلاج بالدواء، وحتى بعد عدة أيام من انتهاء العلاج، لمنع الإصابة بالعدوى من جديد.
- بداية الفعالية: خلال بضع ساعات.
- مدة الفعالية: في حال عدم حدوث تحسن في الوضع الصحي للمريض خلال عدة أيام من بدء العلاج، يجب التوجه إلى الطبيب.
- التغذية: يجب تناول الدواء قبل تناول الطعام أو بعد وجبة خفيفة منه.
- نسيان الجرعة: في حالة نسيان تناول الدواء في موعده المحدد، يجب تناوله فور التذكر، ولكن يمنع منعا باتا تناول وجبتين في ان واحد.
- وقف الدواء: يمنع التوقف عن تناول الدواء دون استشارة الطبيب، حتى لو حصل تحسن في حالة المريض الصحية.

## تحذيرات
- أثناء الحمل: في التجارب التي اجريت على الحيوانات، لم يظهر ضرر للجنين. لا تتوفر معلومات كافية حول استعمال الدواء لدى الإنسان. يمكن استعمال الدواء في فترة الحمل، في حال وجود ضرورة لذلك فقط. يصنف ضمن الفئة (B).
- الرضاعة: لم يثبت ان استعمال الدواء امن للمرضعات. لا ينصح بتناوله.
- الأطفال والرضع: لا ينصح باستعماله تحت جيل سنتين، الا بتوصيه من الطبيب.
- كبار السن: لا توجد مشاكل خاصه.
- العملية الجراحية والتخدير: يجب ابلاغ الطبيب الجراح أو الطبيب المخدر عن استعمال هذا الدواء.

## الآثار الجانبية
الآثار الجانبية الشائعة للنيكلوزاميد تشمل: الحكة، الشعور بثقل الرأس والاسهال. ألم في البطن.
- غثيان وقيء.
- انزعاج في المعدة.

## وصلات خارجية
- قالب:PPDB
- "MedlinePlus Drug Information: Niclosamide (Oral)". MedlinePlus. U.S. National Library of Medicine. 23 يونيو 1995. مؤرشف من الأصل في 2006-12-16.
- "Helminths: Cestode (tapeworm) infection: Niclosamide". WHO Model Prescribing Information: Drugs Used in Parasitic Diseases - Second Edition. منظمة الصحة العالمية. 1995. مؤرشف من الأصل في 2018-09-20. اطلع عليه بتاريخ 2015-11-01.